# 円智 (東大寺)
円智（えんち、生没年不明）は、奈良時代の東大寺僧。

## 来歴
天平神護2年（766年）、東大寺万灯会で左方楽大頭を務めた。神護景雲4年（770年）までに東大寺別当大法師になった。

## 文献
- 日本古代人名辞典